# Починковски рејон
Починковски рејон (рус. Починковский район) административно-територијална је јединица другог нивоа и општински рејон у југозападном делу Смоленске области, у европском делу Руске Федерације.
Административни центар рејона налази се у граду Починок. Према проценама националне статистичке службе, на подручју рејона је 2014. живело 29.966 становника или у просеку 14,95 ст/км².

## Географија
Починковски рејон обухвата територију површине 2.380,75 км² и на 8. је месту по површини међу рејонима Смоленске области. Граничи се са Кардимовским и Смоленским рејоном на северу, са Хиславичким рејоном на југозападу, на југу је Шумјачки, а на југоистоку Рослављански рејон. На североистоку је Глинкавички, на западу Монастиршчински и на истоку Јељњански рејон.
Централни и источни делови рејона налазе се на нешто издигнутијем и благо заталасаном подручју Смоленског побрђа, док су северни и јужни делови у зонама Горњодњепарске и Сошко-остјорске низије. На вишим подручјима доминирају подзоли, у нижим мочварна тла. Под шумама је око 16% територије рејона.
Најважнији водотоци на територији овог рејона су реке Остјор, Хмара и Сож, док је највеће језеро Лаговско са површином од око 11 хектара.

## Историја
Рејон је успостављен 1929. из делова Смоленског, Красњенског, Јељњанског и Рослављанског округа некадашње Смоленске губерније.

## Демографија и административна подела
Према подацима пописа становништва из 2010. на територији рејона је живело укупно 30.959 становника, а око трећина популације је живела у административном центру. Према процени из 2014. у рејону је живело 29.966 становника, или у просеку 14,95 ст/км².
| 1959. | 1970. | 1989.  | 2002.  | 2010.  | 2014.   |
| ----- | ----- | ------ | ------ | ------ | ------- |
| ---   | ---   | 44.162 | 37.537 | 30.959 | 29.966* |

Напомена: према процени националне статистичке службе.
Административно, рејон је подељен на 16 сеоских и једну градску општину. Град Починок је административни центар рејона и седиште једине градске општине, док насеље Стодолишче има статус урбаног насеља и седиште је истоимене сеоске општине.

## Привреда и саобраћај
Најважнији извор прихода је пољопривредна производња, а посебно млечно говедарство, те узгој кромпира, лана и повртарских култура.
Преко територије рејона пролазе железница и аутопут А141 на релацији Рига—Орел.